# Ahmed Reshid
Ahmed Reshid Habibu (ur. 11 grudnia 1998 w Addis Abebie) – piłkarz etiopski grający na pozycji lewego obrońcy. Od 2022 jest zawodnikiem klubu Defence Force SC.

## Kariera klubowa
Swoją karierę piłkarską Ahmed rozpoczął w klubie Ethiopian Coffee. W sezonie 2015/2016 zadebiutował w jego barwach w pierwszej lidze etiopskiej. W debiutanckim sezonie wywalczył z nim wicemistrzostwo Etiopii. W sezonie 2017/2018 grał w Dire Dawa City SC, a w latach 2018–2020 pononwie w Ethiopian Coffee. W 2020 przeszedł do Bahir Dar Kenema FC. W 2022 przeszedł do Defence Force SC.

## Kariera reprezentacyjna
W reprezentacji Etiopii Ahmed zadebiutował 5 czerwca 2016 roku w wygranym 2:1 meczu kwalifikacji do Pucharu Narodów Afryki 2017 z Lesotho rozegranym w Maseru. W 2022 roku został powołany do kadry na Puchar Narodów Afryki 2021. Rozegrał na nim jeden mecz, grupowy z Kamerunem (1:4).